# 能美農業協同組合
能美農業協同組合（のみのうぎょうきょうどうくみあい）は、石川県能美市に本所を置く農業協同組合である。

## 沿革
- 1999年（平成11年）4月1日 - 3JAの合併で設立。